# 890 Waltraut
A 890 Waltraut (ideiglenes jelöléssel 1918 DK) a Naprendszer kisbolygóövében található aszteroida. Max Wolf fedezte fel 1918. március 11-én, Heidelbergben.